# كلفن يو
كلفن يو (بالإنجليزية: Kelvin Yu)‏ هو كاتب سيناريو وممثل أمريكي، ولد في 1979.

## أعمال

### أفلام
- (2005) إليزابيث تاون
- (2008) كلوفرفيلد[4]
- (2008) ميلك[5][6]
- (2009) ستار تريك[7][8][9]

### مسلسلات
- لوس أنجلوس
- بنات غيلمور
- سيد اللاشيء[10]
- شبح هامس
- هاواي فايف أو

## وصلات خارجية
- كلفن يو على موقع IMDb (الإنجليزية)
- كلفن يو على موقع ألو سيني (الفرنسية)
- كلفن يو على موقع ميوزك برينز (الإنجليزية)
- كلفن يو على موقع أول موفي (الإنجليزية)
- كلفن يو على موقع قاعدة بيانات الأفلام السويدية (السويدية)
- كلفن يو على موقع قاعدة بيانات الفيلم (الإنجليزية)
- كلفن يو على موقع كينوبويسك (الروسية)